# Gyla

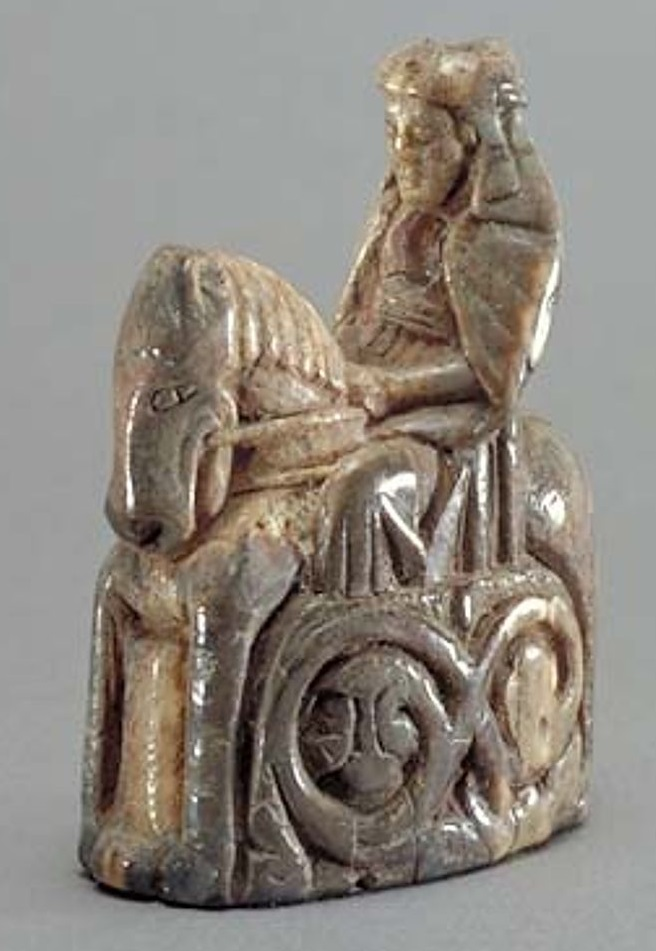
Dobové švédské vyobrazení královny jako šachové figurky.

Gyla nebo také Gylla (11. století) mohla být manželka švédského krále Erika Pohana (vládl v letech 1066–67) a poté dalšího švédského krále Haakona Rudého (vládl v letech 1070–1079).
Haakon Rudý se prý po svém zvolení králem v Uppsale oženil s "matkou mladého Olofa", což mohla být vdova po Eriku Pohanovi. Na archeologickém nalezišti Hovgården u jezera Mälaren se nachází runový kámen vztyčený na počest krále, který zmiňuje jak jméno Haakon (zřejmě Haakon Rudý), tak ženské jméno Gylla či Gyla. Mohla to být Haakonova královna, ale spíše manželka zhotovitele tohoto kamene Tolira.